# Kirkkoluodot (ö i Södra Karelen)
Kirkkoluodot är en ö i Finland. Den ligger i sjön Saimen och i kommunen Villmanstrand i den ekonomiska regionen  Villmanstrands ekonomiska region  och landskapet Södra Karelen, i den södra delen av landet, 200 km nordost om huvudstaden Helsingfors. Öns största längd är 130 meter i sydöst-nordvästlig riktning. Notera att namnet antyder att det är fråga om flera öar.